# Canton d'Alby-sur-Chéran
Le canton d'Alby-sur-Chéran est un ancien canton français, situé dans le département de la Haute-Savoie. Le chef-lieu de canton se trouvait à Alby-sur-Chéran. Il disparait lors du redécoupage cantonal de 2014 et les communes rejoignent le nouveau canton de Rumilly.

## Géographie
Le canton d'Alby-sur-Chéran se trouvait en pays de l'Albanais, une région naturelle située dans la partie Ouest du département de la Haute-Savoie.

## Histoire administrative
Lors de l'annexion du duché de Savoie à la France révolutionnaire en 1792, le pays d'Alby-sur-Chéran est organisé en canton avec Alby pour chef-lieu, au sein du département du Mont-Blanc, dans le district d'Annecy,. Ce nouveau canton comptait treize communes : Alby ; Allèves ; Balmont ; Chapeiry ; Cusy ; Les Frasses ; Gruffy ; Héry-sur-Alby ; Marigny ; Mûres ; Saint-Félix ; Saint-Sylvestre et Viuz-la-Chiésaz, avec 5 579 habitants. Avec la réforme de 1800, le canton disparaît pour être intégré au canton d'Annecy Sud, dans l'arrondissement communal d'Annecy, toujours dans le département du Mont-Blanc.
En 1814, puis 1815, le duché de Savoie retourne dans le giron de la maison de Savoie. La nouvelle organisation de 1816 comprend le mandement sarde de Rumilly (cf. canton de Rumilly) avec vingt-trois communes, au sein de la nouvelle province de Rumilly. La nouvelle réforme de 1818 modifie l'organisation du territoire avec la suppression de la province de Rumilly qui réintègre celle du Genevois. Le mandement de Rumilly est divisé, et les anciennes communes du canton d'Alby rejoignent le mandement d'Albens. En 1837, le mandement d'Albens intègre la province de la Savoie Propre, au sein de la division administrative de Chambéry.
Au lendemain de l'Annexion de 1860, le duché de Savoie est réunis à la France et retrouve une organisation cantonale, au sein du nouveau département de la Haute-Savoie (créé par décret impérial le 15 juin 1860). Le canton d'Alby, puis Alby-sur-Chéran en 1961, est à nouveau créé avec dix communes autour de la commune d'Alby, puis Alby-sur-Chéran. Ce nombre reste inchangé jusqu'au redécoupage cantonal de 2014  où le canton disparaît au sein du nouveau canton de Rumilly.

## Composition
Le canton d'Alby-sur-Chéran regroupait les communes suivantes :
| Nom                 | Code Insee | Intercommunalité | Superficie (km2) | Population (dernière pop. légale) | Densité (hab./km2) |
| ------------------- | ---------- | ---------------- | ---------------- | --------------------------------- | ------------------ |
| Alby-sur-Chéran     | 74002      | CA Grand Annecy  | 6,56             | 2 460 (2014)                      | 375                |
| Allèves             | 74004      | CA Grand Annecy  | 8,81             | 392 (2014)                        | 44                 |
| Chainaz-les-Frasses | 74054      | CA Grand Annecy  | 5,57             | 645 (2014)                        | 116                |
| Chapeiry            | 74061      | CA Grand Annecy  | 5,76             | 779 (2014)                        | 135                |
| Cusy                | 74097      | CA Grand Annecy  | 17,43            | 1 828 (2014)                      | 105                |
| Gruffy              | 74138      | CA Grand Annecy  | 14,44            | 1 573 (2014)                      | 109                |
| Héry-sur-Alby       | 74142      | CA Grand Annecy  | 7,33             | 893 (2014)                        | 122                |
| Mûres               | 74194      | CA Grand Annecy  | 5,23             | 682 (2014)                        | 130                |
| Saint-Félix         | 74233      | CA Grand Annecy  | 6,60             | 2 407 (2014)                      | 365                |
| Saint-Sylvestre     | 74254      | CA Grand Annecy  | 5,34             | 591 (2014)                        | 111                |
| Viuz-la-Chiésaz     | 74310      | CA Grand Annecy  | 13,91            | 1 340 (2014)                      | 96                 |

## Politique et représentation

### Liste des conseillers généraux de 1861 à 2015
| Période                                  | Période          | Identité            | Étiquette                      | Qualité                                                                                        |
| ---------------------------------------- | ---------------- | ------------------- | ------------------------------ | ---------------------------------------------------------------------------------------------- |
| 1861                                     | 1886             | François Dagand     | Républicain                    | Médecin                                                                                        |
| 1886                                     | 1904             | Félix-Aimé Francoz  | Républicain                    | Médecin Sénateur (1893-1909) Adjoint au Maire d'Annecy Président du Conseil Général            |
| 1904                                     | 1919             | Léon Berthet        | Rad.                           | Avocat Député (1907-1910)                                                                      |
| 1919                                     | 1928             | Jean-Marie Martin   | Progressiste puis RG puis Rad. | Industriel à Alby-sur-Chéran                                                                   |
| 1928                                     | 1934             | Albert Pegaz-Toquet | SFIO                           | Médecin Conseiller municipal d'Alby-sur-Chéran                                                 |
| 1934                                     | 1940             | Joseph Blanchet     | Rad.                           | - Notaire - Maire d'Alby-sur-Chéran - Nommé conseiller départemental en 1942                   |
|                                          |                  |                     |                                |                                                                                                |
| 1945                                     | 1949             | Joseph Matrod       | PCF                            | Scieur et négociant en bois Maire de Gruffy                                                    |
| 1949                                     | 1964 (démission) | Léon Gourry         | DVD                            | Maire d'Alby-sur-Chéran                                                                        |
| 1964                                     | 1973             | Gaston Daviet       | DVG                            | Maire de Viuz-la-Chiésaz (1947-1977)                                                           |
| 1973                                     | 1991 (décès)     | Pierre Paillet      | DVD puis UDF-PR                | Médecin Maire d'Alby-sur-Chéran (1983-1991)                                                    |
| 1992                                     | 2011             | Fernand Peilloud    | DVG                            | Ingénieur Vice-président du conseil général Maire d'Héry-sur-Alby (1977-2002)                  |
| 2011                                     | 2015             | Jean-Claude Martin  | DVG                            | Cadre Maire d'Alby-sur-Chéran (depuis 2001) Président de la communauté de communes (2001-2016) |
| Les données manquantes sont à compléter. |                  |                     |                                |                                                                                                |

### Conseillers d'arrondissement (de 1861 à 1940)
| Période                                  | Période      | Identité                            | Étiquette | Qualité |
| ---------------------------------------- | ------------ | ----------------------------------- | --------- | --- |
| 1871                                     |              | Amand Portier de Belair (1812-1875) |           | Colonel en retraite, propriétaire, maire de Viuz-la-Chiésaz (1871-1875)                                     |
|                                          |              |                                     |           | |
|                                          | 1899 (décès) | M. Métral                           |           | |
|                                          |              |                                     |           | |
| 1901                                     |              | Louis Gaime                         |           | Géomètre à Héry-sur-Alby                                                                                    |
|                                          |              |                                     |           | |
|                                          | 1930 (décès) | Antoine Émonet (1875-1930)          |           | Directeur d'école honoraire, maire de Gruffy                                                                |
| 1931                                     | 19..         | Félix Bertherat                     |           | Maire de Saint-Félix                                                                                        |
| 19.                                      | 1931         | Félix François Tupin (1891-1951)    | Radical   | Agriculteur, maire de Vacheresse                                                                            |
| 1931                                     | 19..         | M. Trintat                          |           | |
| av.1937                                  | 1940         | Félix Bertherat                     | Radical   | Maire de Saint-Félix                                                                                        |
| 1940                                     |              |                                     |           | Les conseils d'arrondissement ont été suspendus par la loi du 12 octobre 1940 et n'ont jamais été réactivés |
| Les données manquantes sont à compléter. |              |                                     |           | |

## Démographie
| 1962  | 1968  | 1975  | 1982  | 1990  | 1999  | 2006   | 2011   | 2012   |
| ----- | ----- | ----- | ----- | ----- | ----- | ------ | ------ | ------ |
| 5 055 | 5 086 | 5 261 | 6 163 | 7 668 | 9 943 | 11 921 | 12 714 | 12 985 |